# Solvent Blue 97
Solvent Blue 97 ist eine chemische Verbindung aus der Gruppe der Anthrachinonfarbstoffe.

## Verwendung
Das Haupteinsatzgebiet von Solvent Blue 97 ist die gedeckte und transparente Einfärbung von Polymeren wie Polystyrol, Styrol-Acrylnitril-Copolymer, Polymethylmethacrylat, Polycarbonaten, Polyethylenterephthalat und Acrylnitril-Butadien-Styrol.

## Eigenschaften
Als Lösungsmittelfarbstoff ist Solvent Blue 97 in Wasser unlöslich. In Xylol beträgt die Löslichkeit bei 23 °C 120 g/l und in Methylenchlorid 240 g/l.
Die Hitzebeständigkeit von Solvent Blue 97 reicht in verschiedenen Polymeren von 280–340 °C.
Durch seine Elektronendonor-Substituenten erhöht Solvent Blue 97 die Haltbarkeit von Copolymeren aus Ethylen und Norbornen bei Bewitterungsbedingungen mit UV-Strahlung und dem vollen Sonnenspektrum.